# Armando Castro

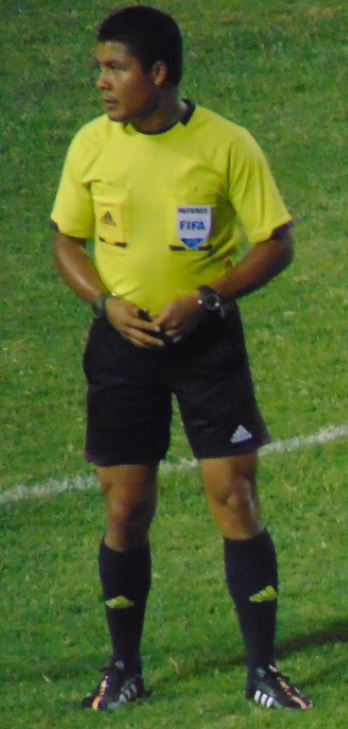
Armando Castro

Armando Isaí Castro Oviedo (* 15. November 1983) ist ein honduranischer Fußballschiedsrichter.
Castro leitet seit vielen Jahren Spiele in der Liga Nacional de Fútbol Profesional de Honduras. Zudem war er FIFA-Schiedsrichter und leitete internationale Fußballspiele.
Castro wurde bei zwei CONCACAF Gold Cups eingesetzt. Beim Gold Cup 2013 und beim Gold Cup 2015 leitete er jeweils ein Gruppenspiel.
Zudem leitete Castro Spiele in der CONCACAF Champions League (fünf Partien), bei der CONCACAF U-20-Meisterschaft 2017 in Costa Rica (zwei Gruppenspiele) sowie Freundschaftsspiele.